# Décès en 1243
Décès
- 1239
- 1240
- 1241
- 1242
- 1243
- 1244
- 1245
- 1246
- 1247

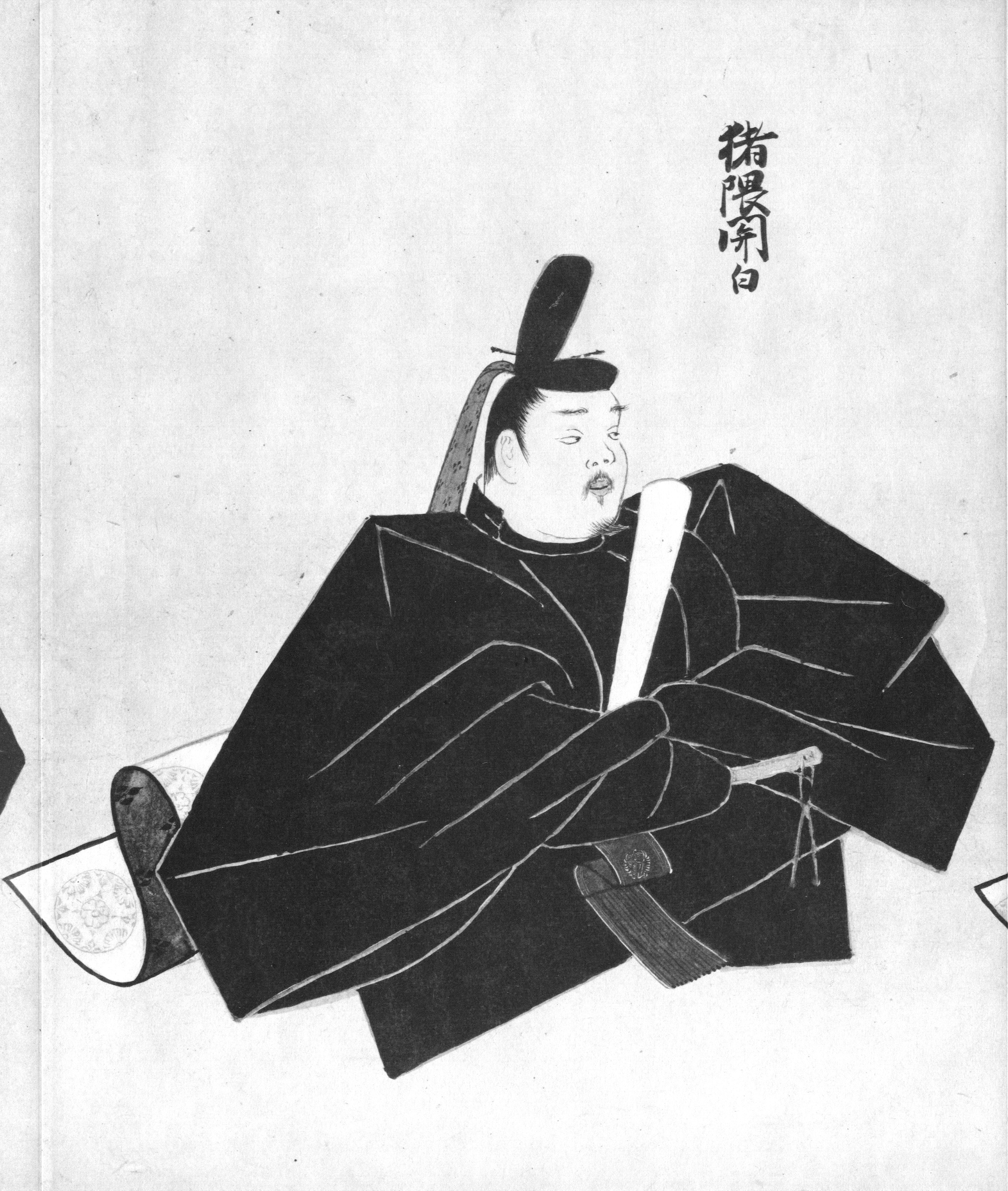
Konoe Iezane, mort en 1243.

Cette page dresse une liste de personnalités mortes au cours de l'année 1243 :
- 16 janvier : Hermann V de Bade-Bade, margrave de Bade-Bade et margrave titulaire de Vérone.
- 19 janvier : Konoe Iezane, noble de cour japonais (kugyō) du début de l'époque de Kamakura.
- 7 février : Richard de Bourg, lord député d’Irlande et seigneur de Connaught.
- 25 avril : Boniface de Valperga, évêque d'Aoste, bienheureux  de l'Église catholique.
- 12 mai : Hubert de Bourg, comte de Kent, justicier d'Angleterre et d'Irlande.
- 15 mai : Louis III de Looz, comte de Rieneck et comte de Looz.
- 26 juin : Dardan d'Abkhazie, Eristavi d'Abkhazie.
- 20 août : Tommaso da Capua, cardinal-diacre de S. Maria in Via Lata puis cardinal-prêtre de S. Sabina.
- 20 septembre : Aubry Le Cornu, évêque de Chartres.
- 14 octobre : Edwige de Silésie, noble polonaise, sainte de l’Église catholique.

- Alain V de Rohan, 7e vicomte de Rohan.
- Bernard V d'Armagnac et de Lomagne, comte d'Armagnac et de Fezensac.
- Romano Bonaventura, ou Romano Frangipani, Romain de Saint-Ange Romano Papareschi, légat du pape Honoré III,  précepteur du jeune Louis IX, roi de France et cardinal-prêtre de S. Angelo in Pescheria puis cardinal-évêque de Porto e Santa Rufina.
- Raoul II de Cierrey, évêque d’Évreux.
- Cyrille III d'Alexandrie, de son vrai nom Dawud ibn Yuḥannâ ibn Laqlaq al-Fayyumî, pape de l'Église copte (soixante-quinzième évêque d'Alexandrie).
- Fujiwara no Reishi, Impératrice consort du Japon.
- Gauthier V Berthout, chevalier, avoué de Malines pour l’église de Liège et avoué de l’église Saint-Rombaut à Malines.

## Crédit d'auteurs
- Cet article est partiellement ou en totalité issu de l'article intitulé « 1243 » (voir la liste des auteurs).